# Heckler & Koch
Heckler & Koch GmbH (H&K, HK) (njemački izgovor: [ˈhɛklɐʔʊntˈkɔx]) je njemački vojno-industrijski proizvođač pištolja, jurišnih i borbenih pušaka, kratkih strojnica i bacača granata. 
Heckler & Koch Grupa obuhvaća Heckler & Koch GmbH (dioničko društvo), H&K Defense (vojna podružnica), NSAF Ltd. (privatno podijeljena tvrtka) i H&K France SAS.
Neke od njihovih proizvoda uključuju kratku strojnicu MP5 (i varijante), borbenu pušku G3, HK416/417, MP7, UMP, pištolje USP, te snajpersku pušku PSG1 koja se smatra kao najskupljom i najpreciznijom polautomatskom puškom. Sva oružja koja proizvodi H&K su većinom imenovana s prefiksima "HK" i službenom oznakom, dok se sufiksi koriste za inačice.
H&K ima povijest o inovaciji vatrenog oružja, kao što je uporaba polimera kod dizajna oružja i korištenje integralnih šina za baterijske lampe na pištoljima. HK je također razvio suvremeno poligonalno užljebljenje, prepoznatljivo po svojoj jakoj preciznosti, te povećanom brzinom napuštanja cijevi i vijeku trajanja cijevi. Nisu se svi tehnološko ambiciozni dizajni H&K-a uzdizali do komercijalno uspješnih proizvoda (npr. napredna, ali sada napuštena jurišna puška G11 koja je pucala veoma brzo streljivo bez čahura). H&K proizvodi malena vatrena oružja (small arms), od pištolja do strojnica i bacača granata. 